# إيوا كوالالكوسكا
إيوا كوالكوفسكا (بالبولندية: Ewa Kowalkowska) (من مواليد 23 فبراير 1975)؛ هي لاعبة كرة طائرة بولندية متقاعدة، لعبت كقائد جناح.
مثلت منتخب بولندا لكرة الطائرة للسيدات في بطولة العالم لكرة الطائرة للسيدات 2002 التي أقيمت في ألمانيا،  وفي بطولة أوروبا لكرة الطائرة للسيدات عام 2003 .
حصلت على جائزة أفضل لاعب في بطولة أوروبا لكرة الطائرة للسيدات عام 1999. على مستوى النادي لعبت مع بالاس بيدغوز .

## الأندية
- بالاس بيدغوز (2002)

## جوائز
- أفضل لاعب 1999 بطولة أوروبا للكرة الطائرة للسيدات

## روابط خارجية
- http://www.cev.lu/competition-area/PlayerDetails.aspx؟[وصلة مكسورة] TeamID = 2980 & PlayerID = 19982 & ID = 108[وصلة مكسورة]
- http://www.todor66.com/volleyball/Europe/Women_2001.html